# Martin Kolář
Martin Kolář (Praga, 18 settembre 1983) è un calciatore ceco, centrocampista o difensore del Brumov.

## Caratteristiche tecniche
Esterno sinistro, può giocare anche da terzino.

## Carriera

### Club

#### Esordi ed Anderlecht
Ha esordito calcisticamente nei Bohemians 1905, una delle squadre di Praga. Con i biancoverdi ha realizzato in totale 11 presenze in campionato, prima di esser notato dall'Anderlecht che lo ha acquistato nella stagione 2002-2003. Con la squadra belga ha fatto il suo esordio in Coppa Uefa  in casa dello Stabæk IF, nella vittoria per 1-2 dell'ottobre 2002 e un anno dopo anche in Champions League nell'1-1 interno contro il Bayern Monaco. Nel 2003-2004 vince il suo primo e unico trofeo della carriera, il campionato belga.

#### Prestiti allo Stoke City, al Westerlo e all' Ajaccio
Con poco spazio a disposizione, nel 2005 viene mandato in prestito agli inglesi dello Stoke City, militanti in Championship. Con gli inglese ha conquistato una tranquilla salvezza e realizzato anche un gol nelle 14 presenze totali. Nel 2006 è invece in prestito al Westerlo, nuovamente in Belgio e nella Division I. Chiude quell'anno con un nono posto (mentre la sua squadra, l'Anderlecht vince il suo 28º titolo) e 13 presenze. Nel 2006-2007 è all'Ajaccio. in Francia.

#### Fine carriera
Il 1º agosto 2007 diventa un giocatore dell'Helsingborg, continuando il suo tour per l'Europa, stavolta in Svezia. Nella stagione successiva è in Cipro con la maglia dell'AEP Paphos, neopromossa in Divisione A (il massimo campionato cipriota). Con i biancoblu ha giocato due stagioni, prima di passare ai rivali dell'Apollon Limassol. Ha chiuso la sua carriera nella squadra che lo aveva lanciato, il Bohemians 1905.

#### Nazionale
Ha fatto parte della selezione Under 19 e Under 21 della Repubblica Ceca.

## Palmarès

### Club
- Campionato belga: 1

Anderlecht: 2003-2004